# 핑러위안역
핑러위안역(중국어: 平乐园站)은 중국 베이징시 차오양구 진쑹 가도와 난모팡 지구 경계인 시다왕루(西大望路)와 난모팡로(南磨房路) 교차로에 위치한다. 베이징 지하철 14호선의 지하철역으로 본 역을 통과하는 구간은 2015년 말에 개통되었지만, 건설 진행 속도가 다른 역에 비하여 느리게 진행되었고 2017년 12월 30일에 개통될 때까지 열차가 정차하지 않고 무정차 통과하였다.

## 위치
핑러위안역은 동3환로 외곽에 위치하며 난모팡로(南磨房路)(동서 방향)와 시다왕로(西大望路)(남북 방향) 교차점 북쪽에 위치한다.

## 역 구조

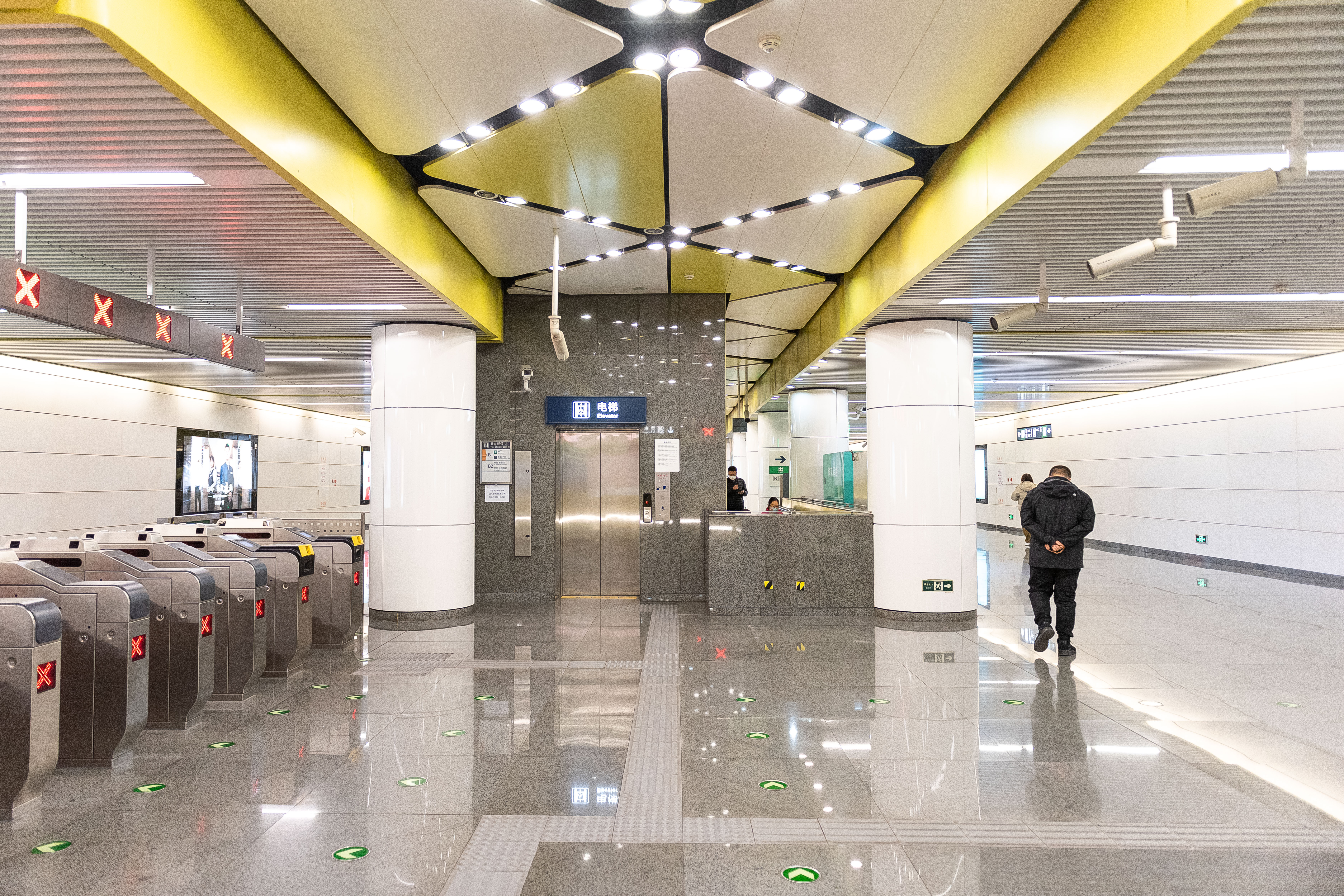
대합실

핑러위안역은 섬식 승강장으로 설계되였고, 승강장 폭 12m의 지하 3층 3경간 역이다. 본관 면적은 12713.8㎡이다.

### 층별 구조
| 지면층             | 출입구                          | B-D출입구                           |
| 지하 1층 대합실 층 | 대합실                          | 고객센터, 자동 발권기, 출입 게이트  |
| 지하 2층 승강장    | ←                               | ■ 14호선 장궈좡 방면 (베이궁다시먼) |
| 지하 2층 승강장    | 섬식 승강장, 왼쪽 출입문이 열림 |                                     |
| 지하 2층 승강장    | →                               | ■ 14호선 산거좡 방면 (주룽산)       |

## 출구
|                         |                                             |                           |      |           |
| 출구                    | 지시                                        | 목적지                    | 사진 | 편의 시설 |
| 出口 · B                | 시다왕로(西大望路) 동측                     | 다자오팅 중가(大郊亭中街) |      |           |
| 出口 · C                | 시다왕로(西大望路), 난모팡로(南磨房路)      |                           |      | 빈칸      |
| 出口 · D                | 시다왕로(西大望路) 서측, 난모팡로(南磨房路) |                           |      | 빈칸      |
| 아이콘 설명: 엘리베이터 |                                             |                           |      |           |